# Lobisomem: O Apocalipse
Lobisomem: O Apocalipse é um jogo de RPG da editora estadunidense White Wolf, publicado no Brasil pela Devir Livraria. É um dos mais conhecidos títulos da série Mundo das Trevas. O jogo usa o sistema Storyteller para o desenvolvimento e a interpretação dos fatos e eventos. Uma fantasia urbana com um clima de horror selvagem  (diferente do horror psicológico e pessoal de Vampiro: A Máscara), Lobisomem é um dos principais títulos do Mundo das Trevas. O jogo foi criado por Mark Rein*Hagen, Robert Hatch e Bill Bridges. Finalizado em 2004 pela White Wolf através da série Time of Judgment, foi retomado pela Onyx Path Publishing, no seu aniversário de 20 anos, em 2012, e esta junto com demais títulos do Mundo das Trevas atualmente sobre licenciamento da Paradox Interactive. Em 2011 foram anunciadas novas publicações para o "Mundo clássico das trevas", incluindo uma edição do 20º aniversário de Lobisomem: O Apocalipse. A quinta edição, lançada em 2023, descontinuou a história do jogo original, sendo o primeiro reboot completo da franquia.
Lobisomem, como um RPG de mesa tradicional, é um jogo cooperativo, em que os jogadores interpretam os Garou, lobisomens que são parte de uma sociedade lutando pela defesa do espírito do planeta contra a poderosa entidade Wyrm. O jogo utiliza de conceitos animistas para interpretar a realidade, como uma guerra em um mundo físico e espiritual. Seu sistema de jogo utiliza das mecânicas exclusivas da Fúria e da Gnose, focadas em conceder melhorias nas habilidades de combate dos jogadores e poderes místicos diversos respectivamente. Há também interação com outros títulos do Mundo das Trevas, como Vampiro e Mago.
O jogo recebeu adaptações em outras mídias, como o jogos de cartas Rage, duas tentativas malfadadas de jogos eletrônicos na década de 1990, e duas adaptações recentes, Werewolf the Apocalypse - Hearth of Forest em 2020 e Werewolf: The Apocalypse – Earthblood em 2021.

## História das publicações
O primeiro título da série, Werewolf: The Apocalypse, foi publicado pela White Wolf Publishing em 1991, escrito por Mark Rein*Hagen, Robert Hatch e Bill Bridges, usando o sistema Storyteller desenvolvido por Mark. O jogo foi o segundo a integrar o universo fictício do Mundo das Trevas, que já possuía como titulo anterior Vampiro: A Máscara, lançada no início do ano, contando ao todo com três edições, número que foi repetido de publicações para Lobisomem. No Brasil, o jogo foi lançado pela editora Devir tendo a segunda e terceira edições lançadas em português. O cenário foi posteriormente descontinuado, em 2004, através da série Time of Judgment que finalizou o cenário oficialmente pela publicação de Apocalypse.
A partir de 2011, a franquia foi alvo de um projeto de retomada dos antigos cenários e passou a ser uma das propriedades da White Wolf licenciadas para serem desenvolvidas pela Onyx Path Publishing. Foram então anunciadas novas versões para comemorar o aniversário de vinte anos de cada franquia do clássico Mundo das Trevas, com a versão de Lobisomem sendo lançada em 3 de março de 2013 por meio de um projeto no Kickstarter. Como parte da série "Mundo das Trevas Clássico", os livros Lobisomem: o Apocalipse passaram a ser vendidos digitalmente através do DriveThruRPG. Este também disponibilizou alguns livros antigos para impressão sob demanda.
Desde 2013, as franquias do Mundo das Trevas da White Wolf passaram para a Paradox Interactive que no final da década de 2010, se mobilizou para lançamentos de quinta edição de Vampiro e Lobisomem. A responsabilidade de uma nova edição da franquia passou para as mãos da Renegade Studios, que inicialmente licenciou para Hunters Entertaiment, editora já responsável por títulos como Kids On Bikes e Alice Is Missing. A produção iniciada em 2019 planejava o lançamento para 2021, todavia problemas na produção levaram a postergação até a publicação em 2023. Dentre os problemas apontados, repercutiu a divergência criativa entre um dos consultores de historiografia indígena contratado pela Hunters. A quinta edição é um reboot da franquia, não dando continuação ao cenário das edições anteriores, reconstruindo diversos conceitos do jogo.

## Premissa
O jogo trata do mito dos Garou (como os lobisomens se autodenominam), guerreiros metamorfos que lutam para proteger a Terra (Gaia) da destruição causada pela Wyrm, uma entidade espiritual, representante vivo da destruição que busca levar todo o Mundo das Trevas ao fim, em um evento denominado como "O Apocalipse".
Em Lobisomem, diferentemente do mito da licantropia, em que uma pessoa se transforma em lobisomem por meio de uma doença contraída de mordida e arranhões, ou uma maldição imposta de forma sobrenatural, a natureza dupla do Garou é hereditária, vindo de seus ancestrais, podendo ser pai, mãe, avôs ou de ancestrais mais longínquos em termos de linhagem (geralmente, a natureza Garou se manifesta dezenas de gerações depois). Os filhos de Garou que não são lobisomens são chamados "Parentes", e são com eles com que os Garou buscam se reproduzir, sejam humanos ou lobos.  Vivendo dentro desta sociedade, formada por guerreiros, xamãs, bardos e todas as funções possíveis que a guerra contra a Wyrm possa demandar que os jogadores de Lobisomem realizam suas ações e narram suas histórias.

### Universo

#### A Primeira Mudança
Em Lobisomem, a primeira vez em que o Garou, humano ou lupino, descobre ser um lobisomem é denominada de Primeira Mudança. Geralmente, esta é causada por um momento de grande tensão no qual o lobisomem desperta a fera aprisionada em seu corpo e libera toda sua fúria, o que as fazem na maioria da vezes serem seguidas de muita violência para os que estiverem por perto no momento da transformação. Para evitar o caos causado pela sua existência, os Garou são protegidos pelo místico Véu que causa uma reação nos humanos conhecida como "Delírio" que ao mesmo assombra todavia também leva os humanos a esquecerem o racionalizarem o que viram.
Após a primeira Mudança, um lobisomem mais velho vem buscar o filhote e o ensina sobre um novo universo cheio de outros tipos de homens feras e de seres sobrenaturais, bem como as regras que regem a sociedade Garou e sua luta contra a Wyrm.

#### O Delírio
Conforme os primeiros capítulos de Lobisomem, há muito tempo, os Garous iniciaram uma caçada aos humanos, chamada Impergium. No universo ficional do Mundo das Trevas, Esse período ocorreu 1000 anos antes do aparecimento das primeiras civilizações e se caracterizou pelo abatimento de humanos considerados fracos ou inúteis pelos lobisomens. As consequências desse ato foram o fortalecimento da espécie humana pela seleção artificial e um medo irracional dos humanos pelos Garou.
Agora, a humanidade ainda continuam temendo o Impergium, inconscientemente, e, ao verem um Garou na sua forma de batalha  desencadeia memórias ancestrais do Impergium, o que faz um ser humano geralmente entrar em um estado de puro terror. A reação do Delírio depende da quantidade de lembranças ancestrais do Impergium que o humano recebeu.
Por exemplo, um humano com mais lembranças do Impergium vai ficar completamente aterrorizado com a visão do Crinos, caindo no chão e não se mexendo até que o Garou passe, mas um humano com pouca herança do Impergium vai ter uma reação de curiosidade ou fúria. Essa herança é representada pelo seu nível de Força de Vontade. Mais importante, o individuo tende a esquecer ou racionalizar aquilo que viu, o que mantêm uma descrença sobre a existência dos lobisomens na sociedade humana.

#### Formas de Lobisomens

As cinco formas dos lobisomens. Respectivamente: Hominídeo, Glabro, Crinos, Hispo e Lupino.

Segundo Lobisomem, os Garou são metamorfos, seres com capacidade de mudar de forma. No contexto do Mundo das Trevas, é considerado que o conhecimento humano em geral, embora mitificado, acredita que os lobisomens possuem apenas duas formas: humana e monstro, ou meio-lobo. Outros habitantes do Mundo das Trevas, como os vampiros que sabem os Garou existem, acreditam que os lobisomens possuem ao menos três formas: Humana, Homem-lobo (Crinos) e Lupina.
Em Lobisomem, no entanto, os lobisomens possuem, ao todo cinco formas diferentes. Três são as principais, tendendo a serem mais usadas por estarem a ligados as formas naturais das raças. As outras duas são consideradas formas intermediárias.
- Hominídea: A forma humana, possuí todas as características de um humano. (100% Humano)[34]
- Glabro: Uma forma semelhante a hominídeo mas um pouco mais alto, forte e musculoso,um tanto peludo e dentes mais afiados. (75% Humano, 25% Lobo)[34]
- Crinos: O homem-lobo, a encarnação da fúria. Peludo, cara de lobo, uma cauda, presas e garras. Na forma Crinos, o Garou tem um aumento de 200% de massa corporal, uma incrível capacidade regenerativa, além de causar em humanos a reação conhecida como "Delírio". (50% Humano, 50% Lobo)[34]
- Hispo: O Hispo é a forma lobo gigante, tal qual um lobo pré-histórico poderoso, não tão forte quanto o Crinos, mas bem mais ágil. (75% Lobo, 25% Humano)[34]
- Lupus: Na forma lupina, o Garou possuí todas as características de um lobo comum. (100% Lobo)[34]

#### Raças
Até a quarta edição de Lobisomem, o jogador podia escolher para seu personagem Garou uma de três raças distintas: Humana, Impura ou Lupina. Ao escolhe-las, o jogador recebe o nível de Gnose de seu lobisomem, isto é, sua ligação espiritual com Gaia.
- Hominídea: Você nasceu humano e não sabia o que era realmente antes da primeira transformação. Seus pais provavelmente não eram lobisomens, e seu sangue Garou se manifestou várias gerações depois. Sua forma natural é a Hominídea. Dos três é o que tem a menor ligação espiritual, a Gnose;[36]
- Impuro: Você nasceu do cruzamento proibido de dois Garou, sofrendo humilhação por nascer de uma relação pecaminosa. Você entende mais da sociedade Garou do que a outras raças pois cresceu no meio dela, mas infelizmente, isso não lhe ajuda em nada. Seu nascimento pecaminoso lhe causou terríveis sequelas, por isso, você possuí alguma deformação. Sua forma natural é a poderosa Crinos. Tem média ligação espiritual entre os três;[36]
- Lupina: Você nasceu lobo e criou-se numa alcateia ou numa matilha. Por ser Garou, viveu por várias gerações de lobos sem saber da sua verdadeira natureza. Você é um mestre nas áreas selvagens, usando seus instintos com muito mais precisão do que seu intelecto. Isto faz com que as coisas humanas, da linguagem e ao comportamento, lhe intrigue. Sua forma natural é a Lupina. Têm a mais alta ligação espiritual dos três.[36]

Em relação as formas e suas questões raciais, observa-se que Lobisomens de raça Hominídea que estejam em sua forma Crinos, quando derrotados ou sem Fúria, retornam a forma natural, Hominídeo. Podem absorver dano agravado apenas na forma Crinos. Na forma humana, um Garou hominideo pode manipular Prata sem levar dano agravado e podem absorver o dano. A regeneração Garou (1 nível de vitalidade por Turno, Dano Letal ou Contusivo, Agravado demora um dia) deles funciona apenas na forma Crinos. * Lobisomens de raça lupina, assim como os hominideos retornam a forma natural, no caso, a lupina. Podem absorver dano agravado apenas na forma Crinos. Na forma lupina, o Garou lupino pode manipular prata ou ser atigindo por ela sem levar o dano agravado e podem absorvê-lo normalmente. Como os hominideos, a regeneração Garou (1 nível de vitalidade por Turno, Dano Letal ou Contusivo, Agravado demora um dia) deles funciona apenas na forma Crinos. Por fim, lobisomens impuros podem se manterem na forma Crinos mesmo quando derrotados ou sem fúria pois esta é a sua forma natural. Além disso, podem absorver dano agravado em qualquer forma e regenerar danos como Crinos em todas as formas (1 nível de vitalidade por Turno, Dano Letal ou Contusivo, Agravado demora um dia). Essa é a vantagem dos Impuros. A desvantagem é que a Prata causa dano agravado não absorvível em todas as formas.
O conceito de raça em lobisomem não se faz presente na quinta edição.

#### Os Metamorfos
Em Lobisomem é dito que os Garou compartilham o Mundo das Trevas com várias raças sobrenaturais, entre as quais, outros metamorfos, seres capazes de alternar entre a forma humana e animal. Esses metamorfos são chamados pelos lobisomens de "Os Ferase abrangem várias espécies de animais diferentes.
- Bastet: São os homens-gatos. São divididos em 9 tribos e possuem uma sociedade bem diferente da dos Garou. Suas formas variam entre todas as espécies de grandes felinos do mundo. Possuem um estilo de vida solitário, ao contrário dos Garou, que andam em grupo como alcateias. Foram intitulados na Criação de os "Olhos de Gaia".[38][39]
- Mokolé: Os homens-sáurios, na grande parte das vezes, crocodilos. São conhecidos como o Povo Dragão, pois suas formas de batalha lembram desde míticos dragões a formas jurássicas de dinossauros. Possuem a Mnese, que lhes permite se lembrar de todas as coisas que seus antepassados viram desde os tempos primórdios. Foram intitulados na Criação como a "Memória de Gaia".[40][41]
- Ratkin: Os homens-ratos. Pequenos se comparado a maioria dos metamorfos, porém, cada vez mais e mais numerosos, os Ratkin controlam a humanidade desde o fim do Impergium ao lado de seus parentes roedores através de suas infestações.[42]
- Corax: Os homens-corvos. Dos poucos metamorfos poupados da Guerra da Fúria pelos Garou, os Corax são considerados batedores e mensageiros para as sociedades dos Feras. Não dados ao combate, esses curiosos seres são especialmente atraídos por objetos brilhantes enquanto sobrevoam as terras do Mundo das Trevas colhendo informações para seus aliados.[43]
- Rokea: Os homens-tubarões, são guardiões dos mares, extremamente ferozes, possuem poucos membros que vieram do cruzamento com humanos, não gostam de andar na superfície, embora seus anciões se oponham, cada vez mais jovens entre os seus decidem desbravar o não-mar, andando em terra firme.[44]
- Nuwisha: Metamorfos coiote. Trapaceiros natos, os coiotes são capazes de rir mesmo nas horas mais difíceis. Inimigos ferrenhos da corrupção aplicam suas peças mortais nos inimigos, arriscando-se mais do que as outras raças de metamorfos conseguem perceber. Foram intitulados na criação como "O Riso de Gaia".[45]
- Nagah: Metamorfos serpente. Embora as outras raças metamórficas acreditem que os Nagah foram extintos, a verdade é que essas serpentes preferem manter sua existência e seus números em segredo. Agindo como assassinos e juízes, são os Nagah que exterminam os metamorfos que se corrompem.[46]
- 'Gurahl: São os homens-ursos. Seus números são escassos, tendo sido massacrados durante a Guerra da Fúria e permanecendo em hibernação por um longo tempo. Curandeiros capazes, os ursos cuidam dos seus e purgam a terra da corrupção.[47]
- 'Ajaba:Metamorfos hiena, esse grupo se distingue pela sociabilidade. Vivendo em clãs matriarcais, são as Ajaba fêmeas que comandam o grupo. Apesar de terem seus desentendimentos internos, unem-se quando um mal maior está à espreita.[48]
- Ananasi:Metamorfos aranha. Seguidores da Tríade, essas aranhas podem aliar-se à Wyld, a Weaver ou a Wyrm. Amantes da intriga e da furtividade, sua sede de sangue é parecida com a dos vampiros – ainda que muito mais controlada.[49]

A Guerra da Fúria.

##### A Guerra da Fúria
Segundo Lobisomem, a relação dos Garou com "os Feras" é marcada por conflitos, ressentimentos e um amargo ódio. Em tempos primórdios, a natureza instintiva de dominância dos lobisomens os levou a buscar dominar os demais metamorfos, que resistiram a essas tentativas de dominação com violência, desencadeado o evento conhecido como a Guerra da Fúria, um longo período de conflitos e genocídio entre os metamorfos que resultou na extinção de alguns e a eterna desconfiança e hostilidade dos sobreviventes. Atualmente, com exceção dos Corax e dos Rokea, a maioria dos metamorfos mantêm distância dos lobisomens, que acreditam que os mesmos tenham sido extintos.

#### Sociedade
Em Lobisomem, é apresentado que os Garou são seres materiais e espirituais, dom dado por Gaia, o espírito vivo do próprio mundo. Para os Garou, Gaia é a soma de toda a criação que precisa ser defendida. Após a primeira transformação, o Garou está apto a entrar na Umbra, o universo espiritual, lar dos espíritos e das três forças que regem o Universo: A Wyrm, a Weaver e a Wyld.
Quando o lobisomem entra na sociedade Garou, ele é submetido a um rito ou demanda para pode ser reconhecido por sua tribo. Este ritual é conhecido como Ritual de Passagem.
Só após o Ritual, o Garou é reconhecido como um indivíduo adulto e obtém seu posto e renome inicial, denominado Cliath. Este renome varia de acordo com o augúrio, a função social de um lobisomem baseada na fase da lua em que este nasceu.
Os Garou se reúnem ao redor de Caerns (Pronúncia: KER-NES), locais sagrados inescrutáveis e fortemente protegidos física e espiritualmente. Nesses locais, flui uma grande quantidade de energia espiritual que liga os lobisomens ao seu espírito protetor, o totem, à Umbra e à Gaia. Para proteger um caern, os Garou organizam Seitas, organizações de lobisomens limitadas por um protetorado, os limites ou divisas dos caerns. Já para executar missões e realizar demandas, os Garou andam em Alcateias (ou  Matilhas), cujo número de Garous variam de acordo com o objetivo do grupo, e geralmente representam um grupo de jogadores de Lobisomem. Várias alcateias se reúnem ao redor das seitas em confraternizações e em assembleias tribais, mas o que realmente une as alcateias em torno de um caern é a responsabilidade de defendê-lo a todo o custo da Wyrm. Tragicamente, o número de Caerns vêm sendo reduzido pelas forças da Wyrm, forçando muitos lobisomens a terem atitudes, no mínimo, duras, para permitirem que mais Garou façam parte de suas seitas.

#### A Litania
Segundo Lobisomem, a sociedade Garou é formada por padrões rígidos, como os povos indígenas norte-americanos, ainda que os mesmos adaptaram essas regras para cada tribo e região em que vivem. A Litania, todavia, é o dogma supremo dos lobisomens, constituída por 12 leis específicas, sendo um símbolo de unidade da Nação Garou, ainda que as interpretações e aplicações destas leis variem de acordo com as necessidades das seitas e alcatéias.
- Não cruzarás com outro Garou
- Combaterás a Wyrm aonde quer que ela esteja e sempre que proliferar
- Não romperás o Véu
- Aceitarás uma derrota honrada
- Respeitai os inferiores a ti, pois todos são filhos de Gaia
- Submeter-te-ás ao Garou de Posto mais elevado.
- Oferecerás o primeiro Quinhão da matança ao de posto mais elevado.
- Em tempo de paz, o líder pode ser desafiado a qualquer momento
- Não desafiarás o líder em tempos de guerra
- Não comerás da carne de humanos
- Não serás fardo para teu povo
- Não farás nenhuma atitude que cause a violação de um Caern.[29]

#### Organização Garou

##### Augúrios
O Augúrio era a fase em que a lua se encontrava quando o Garou nasceu, e que determina algumas características do Garou. Demonstra o caminho, a função social e o estilo do vida do Garou escolhido por Luna, o Celestino da Lua. Ao todo, são cinco augúrios: Ragabash, Theurge, Philodox, Galliard e Ahroun.
- Ragabash - Lua Nova, O Trapaceiro, O Questionador das Tradições.

Chamam-se Ragabash os Garou que nasceram sobre a fase da Lua Nova. Possuem uma personalidade travessa, dependendo da lua o Ragabash pode variar entre divertido e engraçado à sombrio e ácido. É da natureza do augúrio pregar peças nos seus amigos e usar de truques e manhas para derrotar seus inimigos. Seus dons privilegiam a furtividade, o subterfúgio, a sutileza e a trapaça nas suas mais diversas formas. Possuem apenas 1 de Fúria Inicial, e começam com Renome em qualquer combinação.
- Theurge - Crescente, O Vidente, O Pesquisador das Tradições.

Os Theurges são Garou espiritualistas, nascido na fase Lua Crescente, ligados de maneira profunda com a Umbra e seus habitantes: os espíritos. Os Theurges são os xamãs, curandeiros e visionários da sociedade lobisomem, seguindo o caminho da Sabedoria. Seus dons privilegiam não apenas o contato e controle dos espíritos, mas também toda a forma de misticismo que a cultura Garou apresenta, do controle das forças da natureza a cura de ferimentos graves. Possuem 2 de Fúria Inicial e começam com Renome 3 em Sabedoria.
- Philodox - Meia-Lua, O Juiz, O Guardião das Tradições.

Os Phillodox são os Garou mais moderados. São os filhos da Meia-Lua, juízes e conselheiros dos lobisomens. São defensores da conduta moral dos Garou de acordo com os sagrados dogmas da Litania, sendo excelentes líderes em tempos de paz. Por isso, são os mais honrados lobisomens, zelando pela ordem e boa conduta de todos, ora de sua matilha, ora de um seita inteira. Seus dons privilegiam a liderança, a tenacidade, o controle social e punição de criminosos. Possuem 3 de Fúria Inicial e começam com Renome 3 em Honra.
- Galliard - Lua Gibosa, O Dançarino da Lua, Amante das Tradições.

Os Galliards são lobisomens nascidos sobre a Lua Gibosa. São os bardos, historiadores, artistas e profetas da Nação Garou. São conhecidos pelo seu amor a Litania, sendo os braços direitos dos líderes, quer sejam Ahroun ou Phillodox e costumam ocupar diversas ocupações entre as alcateias. Apesar de sua coragem destemida e seu ânimo nas batalhas, os Galliards acabam por vezes na sombra dos Ahrouns. Porém, em disputas de narrativa de contos e uivo, geralmente nas assembleias e reuniões da seita, são a referência para qual todos se voltam. Seu dons privilegiam a comunicação, a arte e a inspiração. Possuem 4 de Fúria Inicial e começam com o Renome 2 em Glória e 1 em Sabedoria.
- Ahroun - Lua Cheia, O Guerreiro, Protetor das Tradições.

Os Ahroun são lobisomens nascidos sobre a Lua Cheia e que melhor representam a natureza guerreira dos Garou. Por causa disso, os Ahroun são os heróis das lendas, guerreiros destemidos e ferozes, os líderes natos em tempos de guerra como os do Apocalipse. A maioria das alcateias possuem tais lobisomens como líderes, enquanto as Seitas e Caerns preferem líderes mais moderados. Seus dons privilegiam o combate, a resistência e a liderança. Possuem 5 de Fúria Inicial e começam com o Renome 2 em Glória e 1 em Honra.

#### Tribos

Representantes de cada uma das treze tribos de Lobisomem: O Apocalipse. Arte de Steven Prescott.

Em Lobisomem, os Garou eram representados como seres sociáveis, assim como os lobos e os humanos que lhes provém rebanho, se organizando portanto em tribos que constituem a Nação Garou. Na primeira edição, foi estabelecida cerca de dezesseis tribos, sendo treze tribos jogáveis, com acontecimentos trágicos levando à queda de três destas. Houve alteração para doze tribos jogáveis na terceira edição em virtude de uma tragédia que levou uma tribo a sair da Nação Garou, havendo porém o retorno à todas as treze na versão de 20 anos de aniversário.
Até a quarta edição, o conceito de tribo era definido pelos fatores étnicos, culturais e geográficos da região em que os Garou da mesma vivem. Aqueles que definiam sua linhagem corretamente eram denominados Raça Pura, ou seja, descendentes de grandes heróis da tribo que definem melhor seu conceito e são considerados por suas tribos como líderes capazes. Cada tribo possuía um Totem, um poderoso espírito ancestral que dá poder e renome para sua tribo que é reconhecida como seus filhos. Na quinta edição, as tribos passaram a ser apenas convenções filosóficas e sociais, com termo "totem" substituido por "Espírito Patrono".
- Andarilhos do Asfalto: A maioria dos Garou acredita que a cidade seja um abismo de concreto pronta para engolir a todos eles, mas não os Andarilhos do Asfalto. Antigamente, eram chamados de Guardiões dos Símios, são uma tribo curiosa em relação as ciências humanas, amantes da tecnologia. São mais humanos do que lobos, se concentrando nas grandes cidades. Seus dons se focam nos poderes da Weaver, no uso alternativo da tecnologia e do capital para o benefício Garou. Até a quarta edição seu Totem era a Barata;[68] No reboot da quinta edição, o espírito patrono tribo passou a ser a Aranha.[16]
- Crias de Fenris: Sanguinários e violentos, os Crias são lobisomens de origem nórdica (Islândia, Noruega, Suécia, Dinamarca, etc), têm grande orgulho de sua capacidade de luta e se consideram os melhores guerreiros da Nação Garou. Sua natureza marcial é refletida em seus dons focados em combate, aterrorizando seus inimigos e inspirando seus aliados. Seu Totem é o Lobo Fenris;[69] A  tribo foi removida do jogo na quinta edição, sendo incluída uma tribo antagonista que a referencia, o Cult of Fenris.[16]
- Fianna: Guardiões da cultura, os Fianna são os melhores registradores de fatos e contadores de história da Nação Garou. Têm sangue celta e são fortes na batalha. Entretanto, sua natureza apaixonada resulta por vezes em problemas, sendo comum considerar os Fianna como os mais emotivos e passionais dos Garou. Seus dons são bem diversificados, mas boa parte se concentra na comunicação, trapaça e na arte. Seu Totem é o Cervo;[70]
- Filhos de Gaia: De todas as tribos, a mais moderada. Os Filhos de Gaia prezam pela paz e se consideram protetores da humanidade, defendendo uma cultura de paz e serenidade para por um fim aos conflitos, inclusive o próprio Apocalipse. Seus dons reverberam bem esse aspecto tribal, focando em cura e em formas de combate não-letal, além de controle social. Seu Totem é o Unicórnio;[71]
- Fúrias Negras: Composta, majoritariamente, por mulheres, as Fúrias Negras datam sua origem na Grécia Antiga. São as defensoras da Wyld, venerando o potencial da mudança constante, dando-lhes as posses dos lugares mais selvagens da Terra. A influência humana e a guerra particular que a tribo encara contra um Incarna manifesto do machismo e da misoginia humana as tornaram também defensora dos direitos das mulheres. Os únicos machos da tribo são impuros. Sues dons refletem sua conexão com Wyld, diversificando-se do combate até as mais diversas formas de cura e purificação ritualística. Seu Totem é o Pégaso;[72][73]
- Garras Vermelhas: Composta, basicamente, por lupinos, os Garras Vermelhas são considerados mais selvagens dos Garou, temidos pela quase ausência de lógica humana e repletos de instinto e uma fúria aterradora contra a humanidade, a quem desprezam fortemente. Vivem na natureza, zelando por todos os lobos que encontram, sejam parentes lupinos ou não, e odeiam tanto humanos que não existem hominídeos em suas fileiras. Seus dons refletem sua natureza selvagem, incorporado a fúria dos elementos, a força dos animais extintos e a capacidade da natureza de tomar o que é seu por direito. Seu Totem é o Grifo;[74]
- Peregrinos Silenciosos: Os mais misteriosos dos Garou, os Silenciosos não mantêm casas permanentes: vagueiam de caern em caern e através dos reinos selvagens, urbanos e espirituais que desejarem. Eles eram derivados do Egito, mas foram amaldiçoados a não terem descanso em sua terra natal, e também não podem manter contato com seus espíritos ancestrais, além de serem assombrados por fantasmas. Por causa disso, viajar é sua existência, e poucos conhecem os segredos dos mortais e dos espíritos como eles. Os Silenciosos são pessoas lacônicas, e pouco se sabe sobre eles, a não ser que sempre parecem cientes de eventos antes que aconteçam. Seus dons focam na jornadas, resistência física e no combate ou controle dos mortos-vivos. Seu Totem é a Coruja;[75]
- Presas de Prata: Por quase toda a sua existência, a Nação Garou se virou para esta tribo como seus líderes, soberanos e alfas da sociedade dos lobisomens. Em virtude disso, os Presas de Prata sempre prezam pelo seu sangue "puro", e é dito que foram a primeira de todas as tribos, ou seja, dela nasceram as outras. Vindos das estepes frias da Rússia, requintados e de natureza fortemente aristocrática, os nobres Presas são hoje assombrados por uma doença psicológica que afeta toda a tribo e tem tornando grande parte de seus anciões em velhos incompetentes e senis, sendo os mais jovens que continuam com sua determinação e garra de eliminar a Wyrm. Seus dons exaltam a natureza nobre dos Presas, sendo comum dons de controle social, liderança além de combate e tenacidade. Seu Totem é o Falcão;[76]
- Roedores de Ossos:  Por vezes, espreitando entre a parte mais desfavorecida da humanidade, os Roedores são acima de tudo sobreviventes. Originados das mais antigas cidades da Mesopotâmia e hoje encontrados em praticamente em qualquer centro urbano, eles levam uma vida despreocupada, na pobreza da sociedade humana. São a mais humilde e sofredora das tribos, lutando pela sua sobrevivência, em grande parte, nos grandes centros urbanos, ainda que a presença destes não seja nada incomum em regiões rurais. Eles talvez sejam os membros mais astutos de sua espécie. Cínicos e pragmáticos, os Roedores de Ossos há muito renunciaram aos ideais elevados dos outros Garou; eles fazem o que têm de fazer para sobreviver a cada dia, e isso se reflete em seus dons versáteis, quase sempre focados em sobrevivência, trapaça e subterfúgio. Seu Totem é o Rato;[77]
- Senhores das Sombras: Das escuras florestas do Leste Europeu, estes lobos de pelos tão negros  quanto a noite se originam. Considerados frios, régios, dissimulados e, muitas vezes, rudes, os Senhores das Sombras são os cavaleiros negros dos Garou. Poderosos nas batalhas e astutos nos tempos de paz, os Garou desta tribo percorrem as trilhas da ambição e da conquista. Não há quem duvide de sua coragem, de sua tenacidade nem de sua arrogância. Nada pode deter os Senhores das Sombras em seu propósito de dominar todos os Garou e humanos, o que é demonstrado por seus dons focados em controle social, domínio e a guerra na sua pior forma. Para derrotar a Wyrm, este lobisomens são capazes de qualquer coisa não importa o qual questionável seja o método. Seu Totem é o Avô Trovão;[78]
- Uktena: Encontrados pela América do Norte, os Uktena são espertos, curiosos, reticentes e, por vezes, reservados. Considerados xamãs de parentela indígena de sangue puro, os Uktena são conhecidos por sua extrema curiosidade, sendo tanto estudantes quanto guardiões de uma grande quantidade de conhecimento proibido. Como resultado, muito se adaptaram demais aos Europeus e e se venderam por novas formas de arte mística… Guardam muitos segredos, e sempre buscam mais segredos para guardarem, o que se reflete em seus dons versáteis e muito diversificados, demonstrando que a curiosidade Uktena rende frutos espirituais poderosos. Seu Totem é o Uktena (Uma serpente das águas indígena).[79]
- Wendigo: Os fantasmas cinzentos das florestas densas, os Wendigo já correram livremente por toda América do Norte, como o fizeram os povos indígenas que por séculos lhes proviam o rebanho humano. Mestres da sobrevivência, dos espíritos e da guerra, os parentes dos Wendigo foram praticamente exterminados pelas práticas genocidas dos europeus, refletindo assim na queda substancial dos números da tribo. Os remanescentes agora vivem na taiga canadense, onde travam uma luta sem tréguas para conseguir de volta as terras que já foram deles. Grande parte da tribo é xenofóbica, odiando qualquer um de origem estrangeira, principalmente europeus. Seus dons mostram ligação profunda com estação do inverno, cujo poder gélido se reflete nas suas formas de combate, em maldições sombrias e congelantes. Seu Totem é o Wendigo (O espírito canibal do inverno);[80]
- Portadores da Luz Interior: Introspectivos, espiritualistas, místicos e meditadores, os Portadores se alinharam ao caminho dos monges tibetanos e se dedicaram a uma visão budista da realidade. São os lobisomens mais sintonizados com sua natureza interior, sempre buscando um sentido maior do que aparenta para as suas ações, combinando artes marciais com metamorfose, uma técnica chamada de kalindô. A destruição de um sagrado bastião tribal no começo do século XXI levou a uma queda brusca dos números de membros da tribo e embora estejam "se curando", atualmente, é a tribo com menos integrantes. Recentemente, boa parte se dividiu entre os que se voltaram apenas para a China e entraram no grupo de feras chamado Cortes Bestiais. Muito poucos destes ainda permaneceram na Nação Garou. Assim, quase todos largaram o Pactuado Ocidental, visam, porém, voltar aos campos de batalha na margem do Apocalipse. Os dons dos Portadores demonstram sua harmonia e sabedoria, focando no misticismo, resolução de enigmas e formas de combate não-letal. Seu Totem é a Quimera.[65]

###### Tribos Perdidas.
Existiram ainda três tribos, consideradas perdidas pela Nação Garou.
- Croatan: A mais heróica das tribos perdidas. Assim como os Uktena e Wendigo, era uma tribo aparentada com os povos indígenas da Amércia do Norte. Tinha como totem a Tartaruga. A tribo se sacrificou inteiramente para derrotar um avatar da Wyrm, a Devoradora de Almas, que se materializava no mundo físico.[81]
- Bunyip: Uma tribo de lobisomens aparentados com os lobos-da-tasmânia que viviam na Austrália, tiveram o fim mais triste dos Garou, pois foram assassinados pelos próprios no evento conhecido como "A Guerra das Lágrimas". Seu totem era a Serpente Arco-Íris, um espírito do Tempo do Sonho, dos aborígenes australianos.[81]
- Uivadores Brancos: No passado, esta nobre tribo defendia os caerns escoceses da Caledônia ao lado dos Fianna, tendo como seus Parentes os pictos. Seu totem era o Leão. Mas a sua sede de sangue os levou a queda e os corrompeu para a Wyrm. Agora eles são os temidos Dançarinos da Espiral Negra, apelidados de bastardos de Gaia, a única tribo de lobisomens dedicada inteiramente a Wyrm.[81]

#### Hierarquia Garou
O RPG de Lobisomem coloca os jogadores dentro de uma sociedade fortemente hierárquica, por meio de um sistema de postos, que atribuem aos Garou uma indicação de respeito e submissão entre aqueles de menor para maior posto. É baseando no Renome, um sistema de prestígio e reconhecimento dividido em três categorias: Honra, Glória e Sabedoria.
Cliath - Posto 1 - Posto dos Garou recém-saídos dos seus Ritos de Passagem. Normalmente, é o posto inicial para os jogadores.
Fostern - Posto 2 - Os mais comuns na sociedade Garou, apesar de não tão numerosos quantos os Cliath. Ocupam posições de pequenos cargos nas seitas, normalmente vigias de caern.
Adren - Posto 3 - Bem respeitados, os Adrens são pupilos de mentores, aprendendo com os mesmos grandes dons! Ocupam cargos de média importância em uma seita. Nesse posto, o lobisomem já possui fama por toda a Nação Garou.
Athro - Posto 4 - Mentores, estão entre os mais velhos e mais respeitados Garou. Ocupam grandes lugares nas seitas, sendo, às vezes, líderes na falta de um ancião. São muito conhecidos pela Nação Garou com um todo.
Ancião - Posto 5 - Os mais respeitados e poderosos lobisomens. Conhecem dons capazes de transformar o mundo, mas são sábios demais para usá-los inadequadamente. Chamados como representantes tribais nos grandes Conclaves da Nação Garou e líderes dentro de suas respectivas seitas.
Lendário - Posto 6 - Dependendo do Narrador, esse posto não é jogável. Foi criado pela White Wolf para a Campanha do Fim do Mundo das Trevas (Time of Judgment). Apenas Heróis notáveis, como Lord Albrecht Morningkill (Presas de Prata), Yuri "Margrave" Koneitzko (Senhores das Sombras), Gogol "Fangs First" (Crias de Fenris) e Zhyzhak (Dançarinos da Espiral Negra) tiveram essa honra, no cenário oficial.
Para alcançar este posto, não se pode simplesmente acumular maior renome, é preciso fazer algo realmente importante pela Nação Garou e por Gaia na luta contra a Wyrm, ou no caso de um Dançarino da Espiral Negra, passar por desafios mortais, ao percorrer o labirinto que dá nome à tribo (a Espiral Negra, localizada no reino espiritual de Malfeas).

#### A Umbra
Lobisomem: O Apocalipse é considerado por seus autores como possuindo uma vastidão infinita de cenários para suas sessões. Isso se deve ao mundo espiritual, a Umbra, uma realidade paralela baseada em conceitos animistas.
Segundo Lobisomem, todo o espaço que os rodeia (Umbra e mundo fisíco) é denominado Tellurian. Estes são divididos por um mística barreira conhecida como Película. A Umbra é o lar dos espíritos e a origem mística de todos os fatos naturais e sobrenaturais do mundo físico. A Umbra reflete o que a Terra (O mundo físico) deveria ser, vai ser, já foi e o que nunca será. As leis do mundo físico nem sempre se aplicam ao mundo espiritual, sendo que está se divide em três zonas: Penumbra, ou Sombra da Terra, Umbra Rasa, ou Selvas Espirituais e Umbra Profunda, ou Axis Mundi.
A Axis Mundi ou Árvore do Mundo é uma representação da Umbra Profunda que também usada pra ilustrar a Umbra como um todo. Segundo a lenda, baseada em conceitos xamanistas de religiões animistas, seria uma árvore que sustenta a Terra, estaria nas costas de uma tartaruga e seria o lar da Tríade. Supostamente ficaria na Umbra mais profunda, no centro da Tellurian.

##### Espíritos
Os principais habitantes da Umbra são espíritos, seres que refletem os seres vivos existentes no Mundo Físico. Eles também podem refletir conceitos abstratos, forças da natureza e até formas de vida completamente alienígenas. São divididos em quatro categorias:
- Gaffling: Espíritos de pequeno porte na Umbra. Servos de Jafflings ou de Incarna, raramente eles são cientes de sua própria natureza, ou seja, não têm inteligência. Mas, ao adquirirem tal conhecimento, podem se tornar Jagglings.[98]
- Jaggling: Espíritos de médio porte na Umbra, são inteligentes e servem aos Incarna ou diretamente aos Celestinos. Os Jafflings têm sempre Gafflings sob comando. Quando um Incarna morre ou se corrompe, o Jaggling pode ser "promovido" à posição de Incarna por um Celestino.[98]
- Incarna: Espíritos de grande porte na Umbra, são os mais poderosos, abaixo apenas dos Celestinos (às vezes, seus poderes são iguais aos dos Celestinos!). Apenas espíritos nessa posição podem ser Totens (espíritos patronos protetores de matilhas ou tribos). Muitos Incarna gostariam de ser Celestinos, mas isto é algo improvável.[98]
- Celestinos: Os maiores espíritos da Umbra (a Wyld, Weaver e Wyrm são Celestinos e a própria Gaia é uma Celestina) são essenciais a Tellurian. São o mais próximo que os Garou têm a deuses. Planetas e Astros possuem Celestinos como seus representantes. Se um Celestino morrer, o mundo físico pode ser monstruosamente afetado. Possuem dezenas de servos espirituais (Incarna, Jagglings e Gafflings).[98]

#### A Tríade
Segundo o jogo, estas seriam as três forças que regem o mundo. No principio, harmônias e unidas, após sua separação, o mundo que conhecemos surgiu. Foi o surgimento da Película, uma barreira mistica que separa o mundo material e o mundo espiritual.
- Wyld

A Wyld é a mudança em estado puro: ela vive e é a possibilidade. Todos os seres têm uma ponta da Wyld: todos eles mudam, desejando ou não. É vista por alguns Garou como a água que flui pela Árvore a alimentar seus galhos.
- Weaver

A Weaver é a razão. Ao contrário da Wyld, é a padronização, a definição. Se existe criação, a definição fica por conta da Weaver. É vista por alguns Garou como uma aranha a tecer suas teias nos galhos da Árvore do Mundo.
- Wyrm

É o equilíbrio, ela destrói as criações da Wyld, foi, porém, capturada pelas teias da Weaver, o que a enloqueceu também, corrompendo-a e causando um desequilibrío no mundo. A Wyrm é vista como uma serpente que rói as raízes da Árvore do Mundo, embora também seja ilustrada como um dragão ou hidra.

#### A Corrupção
Existem várias hipóteses a respeito da corrupção da Wyrm. Todas porém tem pontos em comum que permitem um resumo hipotético do que aconteceu e é relatado em especial nos suplementos Livro da Wyld, Livro da Weaver e Livro da Wyrm:
A Weaver, cansada de sua interminável tarefa de tecer o infinito, resolveu prender o infinito em uma única forma, tentando definir um padrão para a Wyld. Mas a Wyld é o caos, a criação eterna e jamais poderia ter uma forma definida. Como resultado, a Weaver, percebeu que estava tentando fazer o impossível, mas era tarde e terminou enlouquecendo, tecendo seu padrão descontroladamente. A Wyrm deveria destruir esse excesso de criação que ameaçava sufocar toda a Tellurian, mas era demais criação para seu poder de destruição e, em vez de destruir a teia, acabou se enroscando nela. Enfurecida por se sentir punida por apenas fazer seu trabalho, a Wyrm também enlouqueceu e posteriormente, se corrompeu, conforme sua mente deteriorava, nascendo as Wyrms Instintivas, que formam as infinitas cabeças da Wyrm e seriam sua corrupção manifestada. Assim, o que era equilíbrio tornou-se pura corrupção, a destruição desnecessária. E, desde então, a Wyrm tenta destruir a maior de todas as criações: Gaia.

### Antagonistas

Dançarinos da Espiral Negra enfrentando os Garou dentro da Umbra com apoio de Malditos.

Em Lobisomem: O Apocalipse, os Garou são retratados como as criaturas mais inamistosas do Mundo das Trevas, devido a sua identidade guerreira, o que lhes deu uma série de conflitos com outras criaturas. Além daqueles que estão relacionados a sua guerra contra Wyrm, eles estão em conflito com outros seres sobrenaturais do Mundo das Trevas.

#### Lacaios da Wyrm
- Dançarinos da Espiral Negra

No passado, os Dançarinos eram uma tribo conhecida como Uivadores Brancos, de origem britânica aparentada com os Fianna. Tal como os demais Garou, este se organizam de igual maneira em termos de raça, tribo e augúrios sendo apenas os nomes, termos e espíritos patronos que mudam. Também chamados de "Espirais Negras" ou apenas "Espirais", buscam corromper os demais lobisomem a causa da Wyrm.
- Fomori

Junto com os Espirais Negras, os fomori são os adversários mais comuns dos lobisomens. Resultado da união maligna entre um espírito da Wyrm com um ser humano, essas criaturas espreitam dentro da sociedade humana, corrompendo para se multiplicar e devorando aqueles que não lhes tem serventia, e sendo um grande problema para os Garou, principalmente quando seus Parentes acabam corrompidos.
- Malditos

Espíritos malignos que servem a Wyrm de coração. Existem vários, sendo os maiores inimigos dos Garou na Umbra, o mundo espiritual. Os Malditos tem seus poderes e natureza baseadas em conceitos negativos de sentimentos humanos e de versões distorcidas dos espíritos da natureza. Seus poderes e tamanhos variam dos pequenos Scrogs e Kalus aos enormes Rastejantes Nexus.

Lobisomem em Crinos atacando um vampiro com sua alcateia.

### Vampiros
Os protagonistas de Vampiro: A Máscara são odiados pelos Garou. Para estes, os mortos-vivos são uma ameaça das mais terríveis a Gaia e aos seres humanos. O cheiro da Wyrm é automaticamente detectável pelos dons de Garou quando os Vampiros possuem níveis de Humanidade abaixo de 7. Suplementos do jogo de Vampiro podem ser utilizados para narrar combates entre os dois tipos de criaturas sobrenaturais.

### Magos
Assim como Vampiro: A Máscara, Mago: A Ascensão mostra os magos como adversários temidos dos Garou. Os Garou acreditam que os Magos são saqueadores de Caerns por extraírem a energia espiritual para seus próprios fins, desencadeado assim hostilidades. Todavia, existe sempre uma possibilidade maior aos Garou de se aliarem aos Magos, ao contrário dos Vampiros, principalmente quando há semelhanças culturais (como o caso das Tradições dos Oradores dos Sonhos).

## Sistemas de Jogo

### Fúria
Em Lobisomem: O Apocalipse, a Fúria é, em termos de jogo, um recurso único e de obtenção versátil, que confere grandes poderes aos personagens ao mesmo tempo que os submete a uma mecânica potencialmente punitiva. Em termos narrativos, a Fúria é o que faz arder no coração dos Garou a sede por sangue e destruição, é de onde surge todo o poder do Lobisomem. Pode, porém, induzir ao Frenesi, estado em que o lobisomem vira uma besta descontrolada. A Fúria é responsável por tornar os lobisomens quase imbatíveis em combate, mas traz o perigo do descontrole para quem investe em seu poder, como Rein-Hagen descreveu a respeito:
| “ | A Fúria é tanto benéfica quanto perigosa. Um grande braseiro aquece e cozinha melhor, mas também pode escapar do controle com muito mais facilidade e queimar alguém. | ” |

#### Utilidades
A Fúria pode ser usada pelo jogador para:
- Permitir mudar para qualquer forma sem teste.
- Certos dons exigem o uso de Fúria
- Conceder Ações extras.
- Ignorar penalidade de ferimentos por um turno.
- Recuperar-se de atordoamento (quando um personagem perde níveis de vitalidade mais do que seu atributo Vigor).
- Manter-se ativo em combate após um golpe acima do Incapacitado (Note que ao fazer isso, o personagem corre o risco de ser tomado por um Frenesi)[116]

Um personagem de Lobisomem pode ter até dez pontos de Fúria, divididos entre pontos permanentes e pontos temporários, sendo que os pontos iniciais são definidos pelo augúrio escolhido.

### Gnose
Diferente da Fúria, a Gnose é um recurso valioso e compartilha características com mecânicas de outros títulos do Mundo das Trevas. Em termos narrativos, é um tipo de poder "místico" que liga o Garou ao seu lado espiritual, um "pedaço de Gaia" que cada Garou recebe no momento do seu nascimento e cuja força depende de sua raça. Sem Gnose, o Garou não pode ter acesso a Umbra, o mundo espiritual.

#### Utilidades
A Gnose pode ser usada pelo jogador para:
- Certos dons exigem o uso de Gnose
- Atravessar a Película (entrar na Umbra) sem a necessidade de testes. Quanto maior nível de Gnose, mas facilmente é feita a travessia.
- Uso de Fetiches. Fetiches são itens vinculado com espíritos, que concedem vários poderes extras aos Garou. Os Garou usam sua Gnose para harmonizar com eles e também para ativá-los.[118]

Tal como a Fúria, um personagem de Lobisomem pode ter até dez pontos de Gnose, divididos entre pontos permanentes e pontos temporários, sendo que os pontos iniciais são definidos pela raça escolhida.

## Recepção
Rick Swan avaliou o jogo duas vezes nas páginas da Dragon.
- Na edição de abril de 1993 (edição 192), Swan não ficou impressionado com a edição: | “ | Muito do livro é organizado ao acaso; a seção sobre a narrativa precede o capítulo sobre a criação de personagens, os tipos de raças são introduzidos no Capítulo Dois, mas não são detalhados até Capítulo Seis, e eu tive que pesquisar três capítulos para reunir todo o material pertinente sobre Renome. As habilidades carecem de descrições adequadas; as especialidades mal são descritas. | ” | No entanto, ele ainda aprovou o jogo, dizendo: | “ | Com sua ênfase mais na narrativa do que na mecânica, Lobisomem chega mais perto do que é supostamente o RPG do que qualquer novo jogo que eu tenha visto em um muito tempo. | ” |
- No entanto, 18 meses depois, na edição de outubro de 1994 (edição 210), Swan revisou sua opinião após um longo teste, dizendo: "| “ | Eu não conseguia acompanhar a mitologia complicada (o que diabos é o Impergium? ), meus jogadores não tinham certeza de como seus personagens deveriam se comportar (O que é isso que você faz com totens de novo?), e nenhum de nós foi capaz de manter as tribos em ordem (Os Senhores das Sombras estão tentando derrubar os Presas de Prata, ou vice-versa?). O jogo Lobisomem era ótimo, com certeza. Mas nos fez sentir, er, estúpidos. Então desistimos. " | ” | Swan concordou com o recentemente publicado Werewolf Player's Guide (Guia do Jogador do Lobisomem), que ele chamou de | “ | "um livro útil - agora indispensável - que esclarece os conceitos mais obscuros do jogo." | ” |

Dustin Wright revisou a  2ª edição  para Pyramid # 10 (novembro de 1994) e afirmou que 
| “ | No geral, a segunda edição de Lobisomem: O Apocalipse é muito melhor do que o primeiro livro. Bill Bridges e sua alcateia estão de parabéns por lançar um produto excelente; recomendo vivamente para aqueles que já estão jogando a primeira edição. Para aqueles de vocês que ainda não experimentaram jogar Lobisomem, Sugiro escolher este jogo e experimentar. Enlouqueça!" | ” |

### Prêmios
- Em 1995, Lobisomem: O Apocalipse foi nomeado para o prêmio Casus Belli de melhor RPG de 1994 e terminou em segundo lugar depois de Chimères.[122]
- O jogo foi ranqueado como 33º na pesquisa de 1996 da revista Arcane para determinar os 50 jogos de RPG mais populares de todos os tempos. O editor da revista do Reino Unido, Paul Pettengale, comentou: | “ | Sendo o segundo jogo na série Storyteller - que inclui Vampire, Mage, Wraith e Changeling - Lobisomem compartilha o mesmo sistema e configuração, o Mundo das Trevas. Ele contém muitos antecedentes para o Garou e sua luta para combater as forças do Wyrm. Ele pode ser rápido, cruel ou trágico e provocador. | ” |

## Adaptação para outras mídias
- Em 1995, a White Wolf Publishing lançou Rage, um jogo de cartas colecionável baseado no universo de Lobisomem.[124]
- Um jogo de aventura para PC chamado Werewolf: The Apocalypse - Heart of Gaia foi desenvolvido pela DreamForge Intertainment, mas a empresa faliu antes de terminar.[125]
- Um jogo PlayStation / Sega Saturn da Capcom intitulado Werewolf: The Apocalypse foi anunciado mas cancelado no início de 1997.[126][127]
- Werewolf The Apocalypse – Heart of the Forest, uma visual novel desenvolvida pela Different Tales e lançado pela  Walkabout em 2020 para Linux, MacOS, Microsoft Windows, e em 2021 também para Nintendo Switch.[128][129]
- Werewolf: The Apocalypse – Earthblood, um videogame RPG de ação, desenvolvido pela Cyanide e lançado em fevereiro de 2021 para Microsoft Windows, PlayStation 4, PlayStation 5, Xbox One e Xbox Series X/S.[130]